# Centro (Rio de Janeiro)
Centro és un barri de classe mitjana de la zona central de la ciutat de Rio de Janeiro, a Brasil.
 El barri és essencialment comercial i turístic, però té també edificis residencials. Acull la més gran concentració d'edificis financers, seus d'empreses (Petrobras, Vale, Embratel, entre d'altres) i despatxos de la ciutat. La característica dels seus edificis pot variar construccions històriques a grata-cels moderns. Des de 1763, quan la ciutat de São Sebastiao do Rio de Janeiro va ser elevada al rang de seu administrativa de la colònia portuguesa de Brasil, fins a 1960, quan la nova capital va ser creada a Brasilia Districte federal, Centro ha estat el teatre d'algunes de les més importants decisions i esdeveniments de la història del país. Vestigis arquitectònics d'aquest passat subsisteixen avui, convertits en importants atraccions turístiques.
Des de 2009, Centro ha estat objecte d'un procés intens i ràpid de recuperació i de revitalització a través del programa Porto Maravilha, dirigit per l'ajuntament de la ciutat amb el suport del Ministeri de les Ciutats i del sector privat.
En el pla cultural, el barri és sens dubte el que té el més gran nombre de llocs connectats al patrimoni històric de la ciutat, i del Brasil. A més de les antiguitats, hi ha també algunes joies arquitectòniques del modernisme, com l'edifici Gustavo Capanema, concebut per Le Corbusier, Oscar Niemeyer i Lúcio Costa, entre d'altres, amb les seves teules i frescos interiors pintats per Candido Portinari. Els més grans campus de les grans universitats i instituts del país són instal·lats al centre, com la Facultat de dret de la Universitat federal de Rio de Janeiro i l'Institut federal de la filosofia i de les ciències socials de Rio de Janeiro.
El districte té un gran nombre d'establiments comercials, hotels, teatres, cinemes, mercats populars, places, museus, biblioteques, cafeteries. Tradicionalment és el centre de la vida de la ciutat bohèmia, especialment el sub-districte de Lapa. És servit per les estacions de metro Cinelândia, Carioca, Uruguaiana, Presidente Vargas i Central, així com l'estació de tren Central do Brasil.

## Galeria

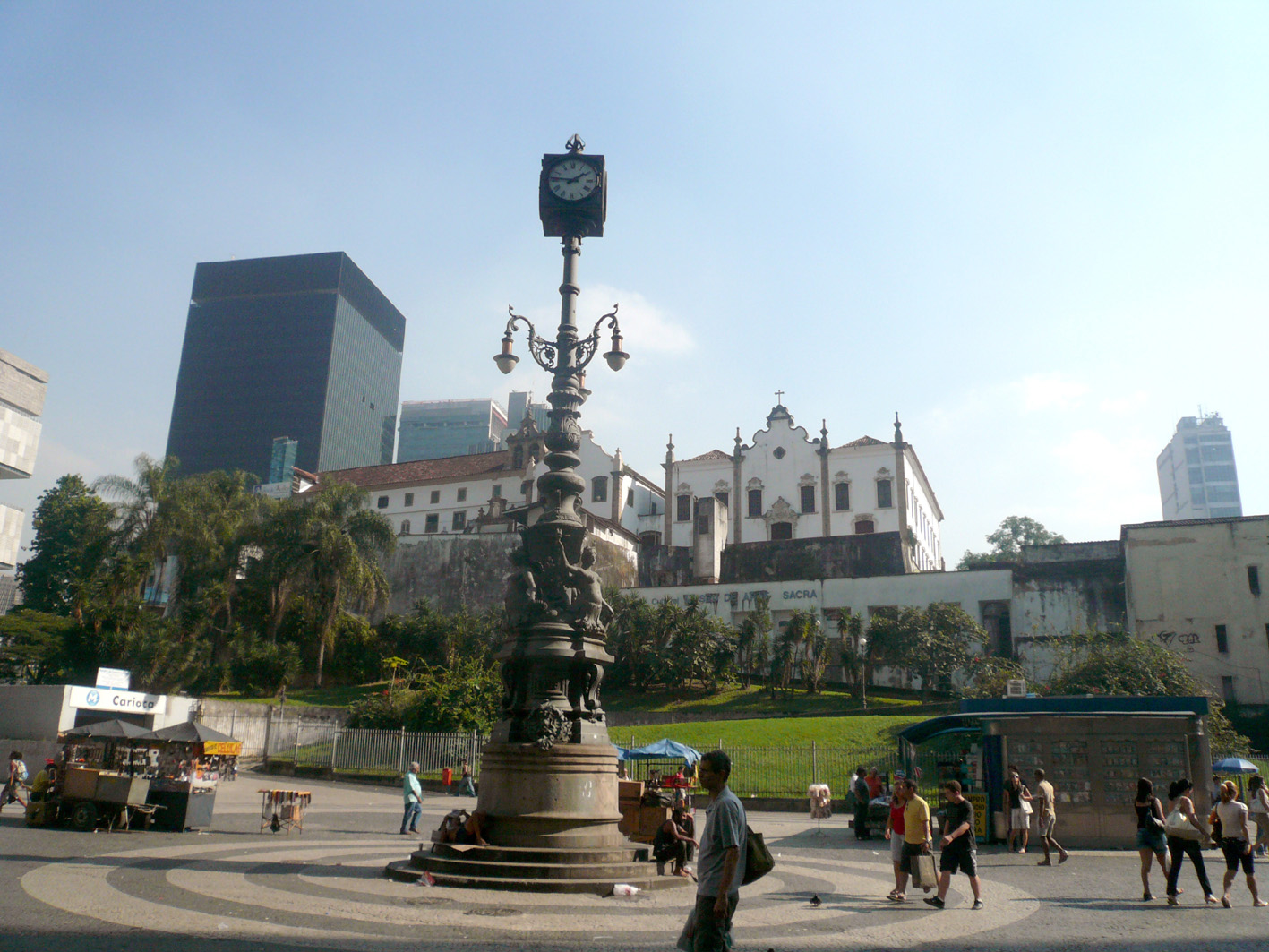
Largo da Carioca.
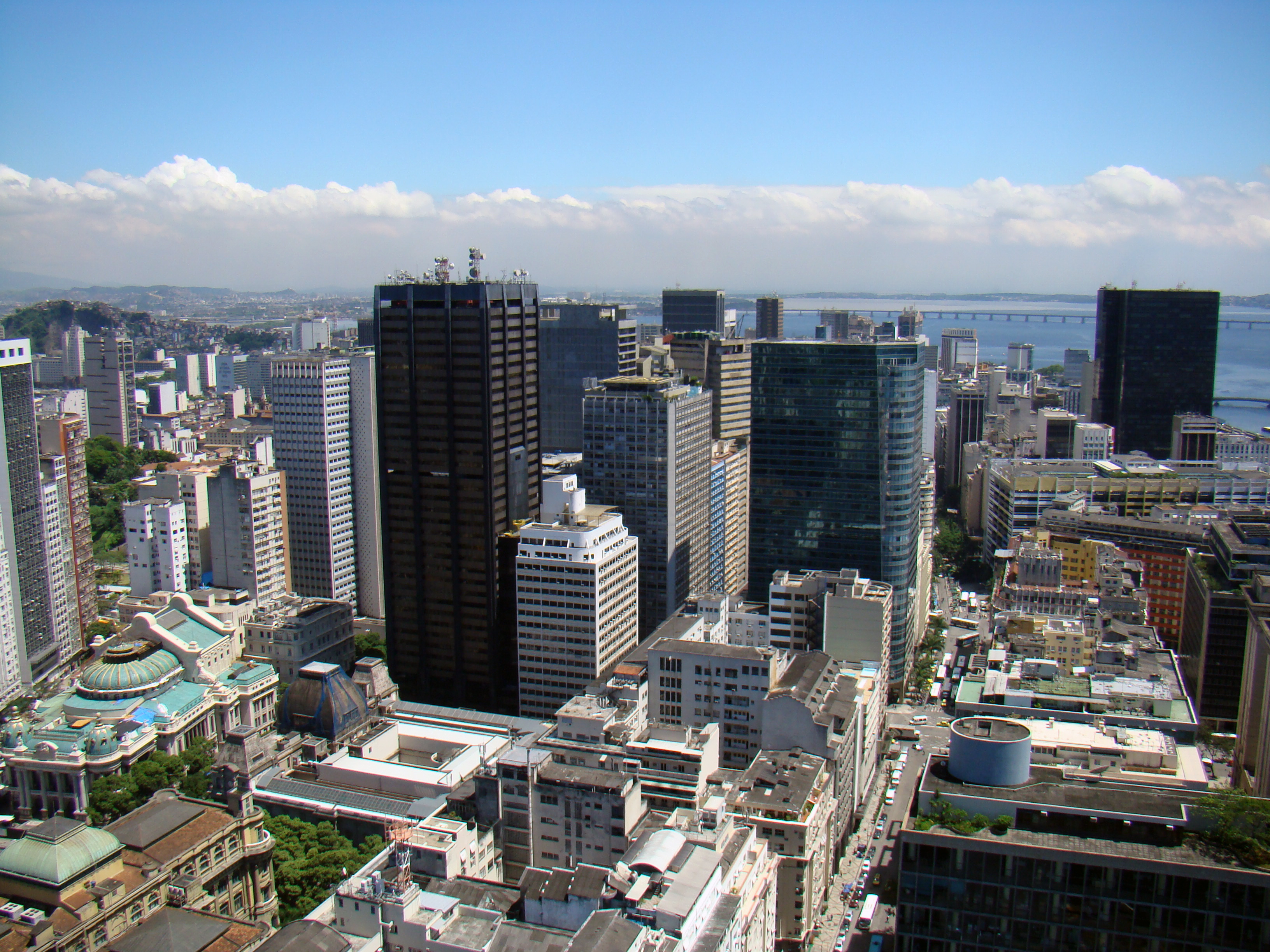
Vista aèria del barri.
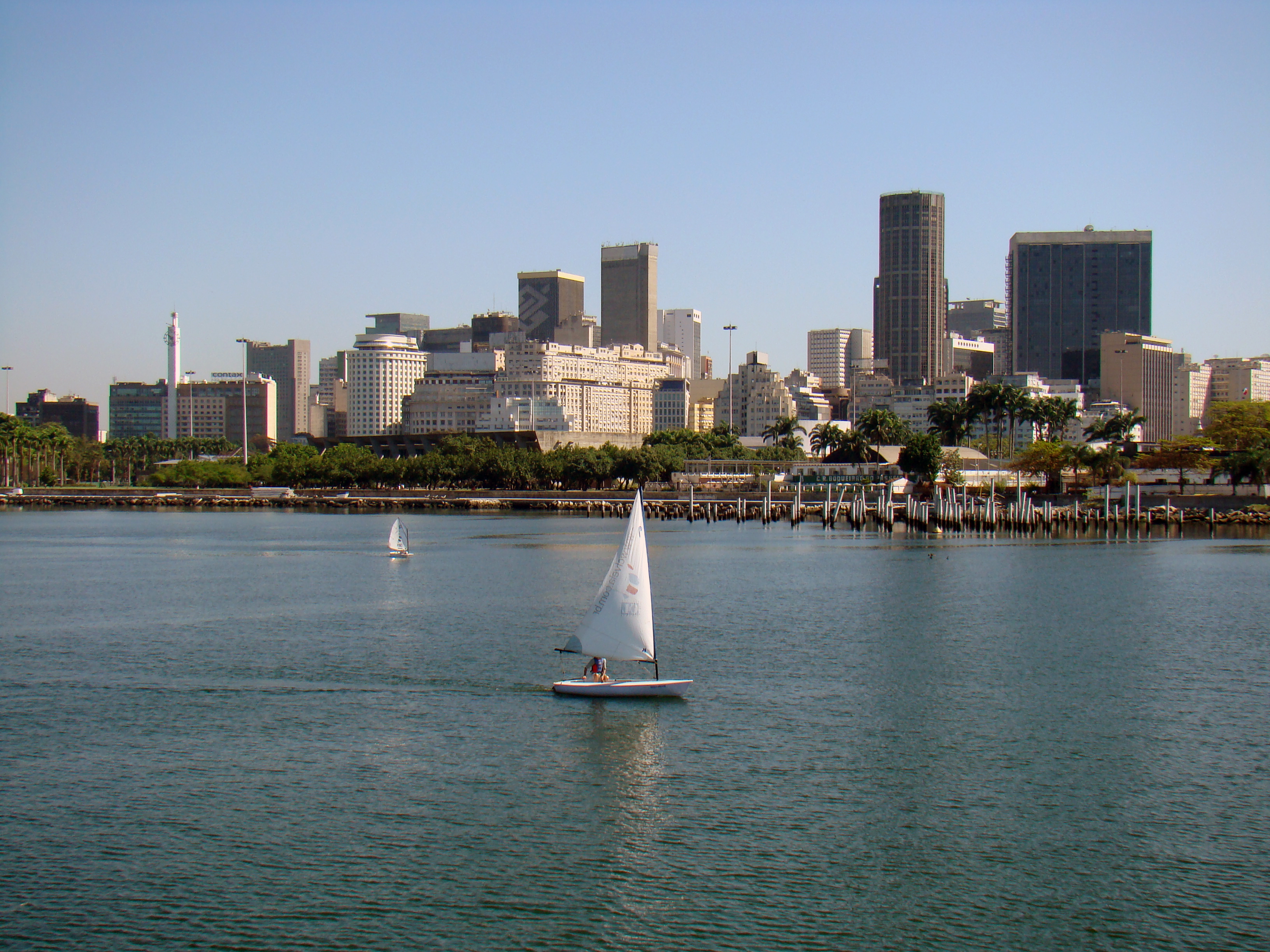
Vista des de la Badia de Guanabara.

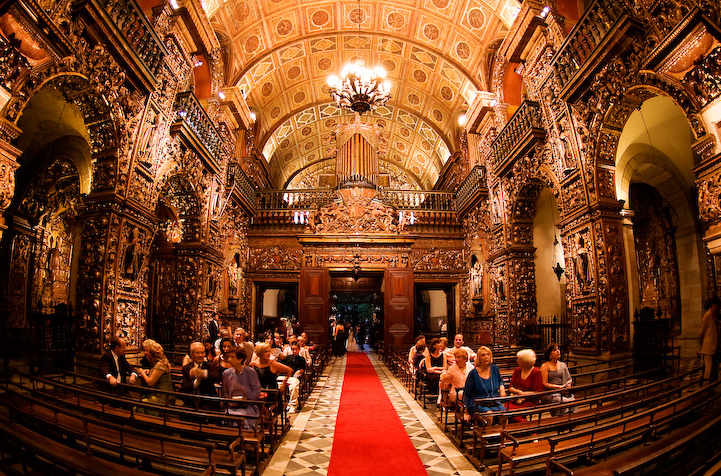
Interior de l'Abadia Sant Benet de Rio de Janeiro.
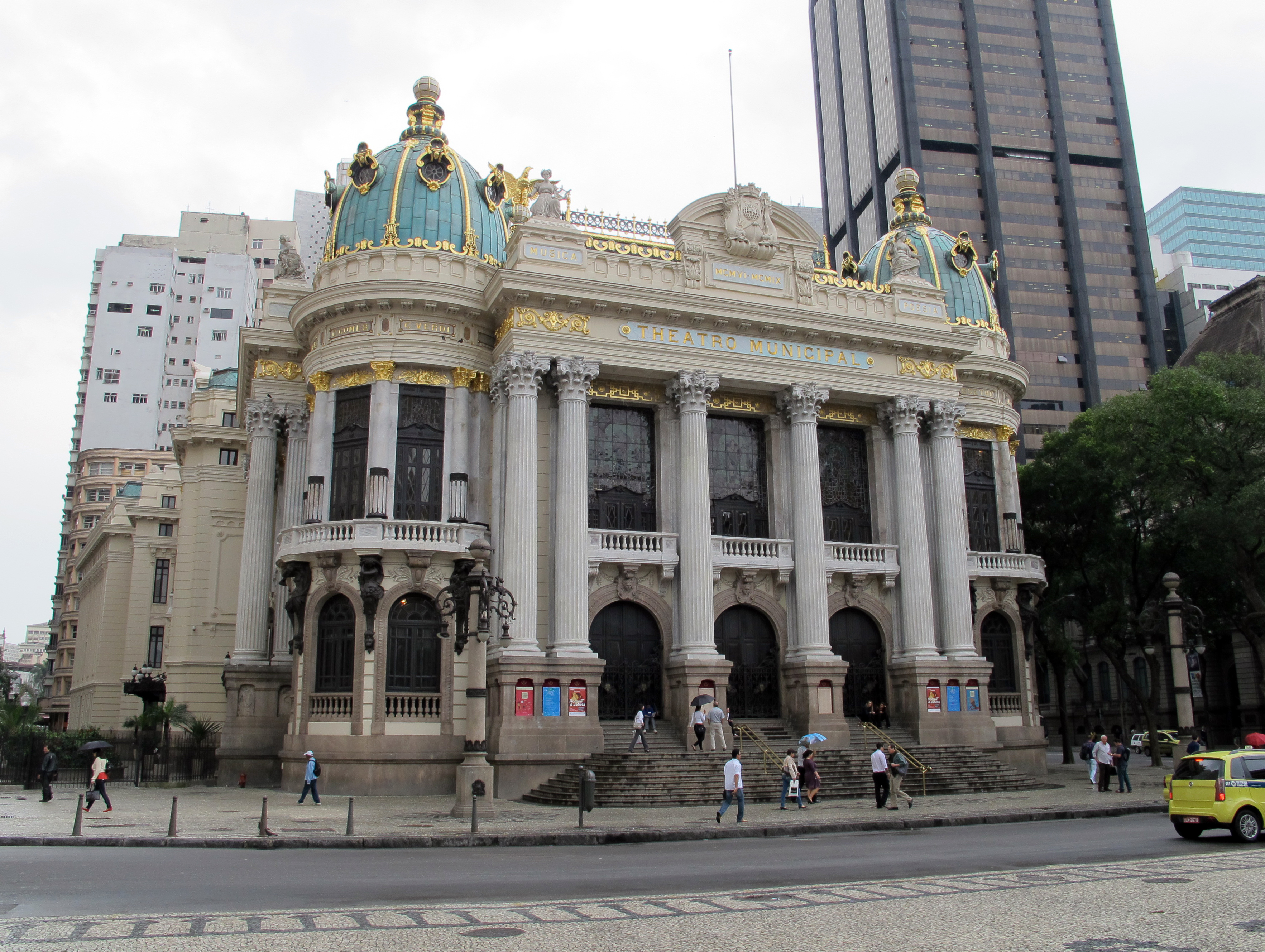
Teatre Municipal de Rio de Janeiro.
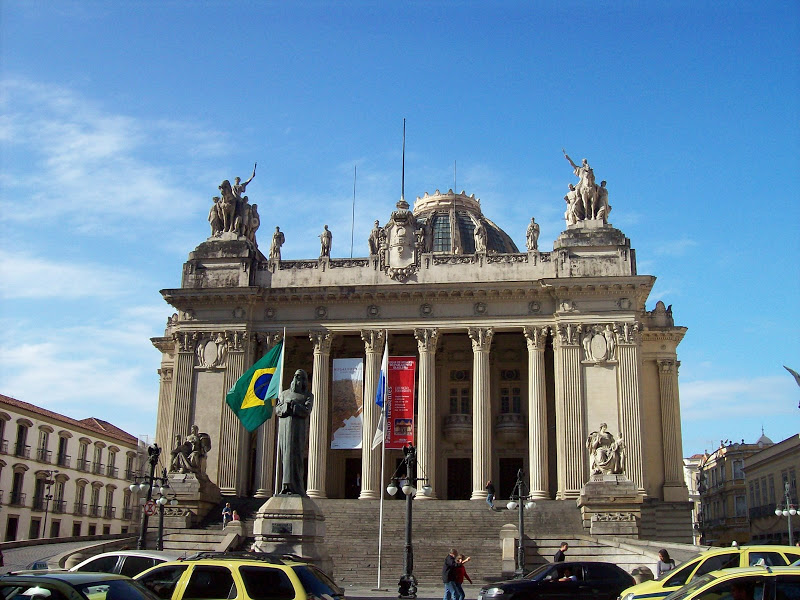
Palau Tiradentes.
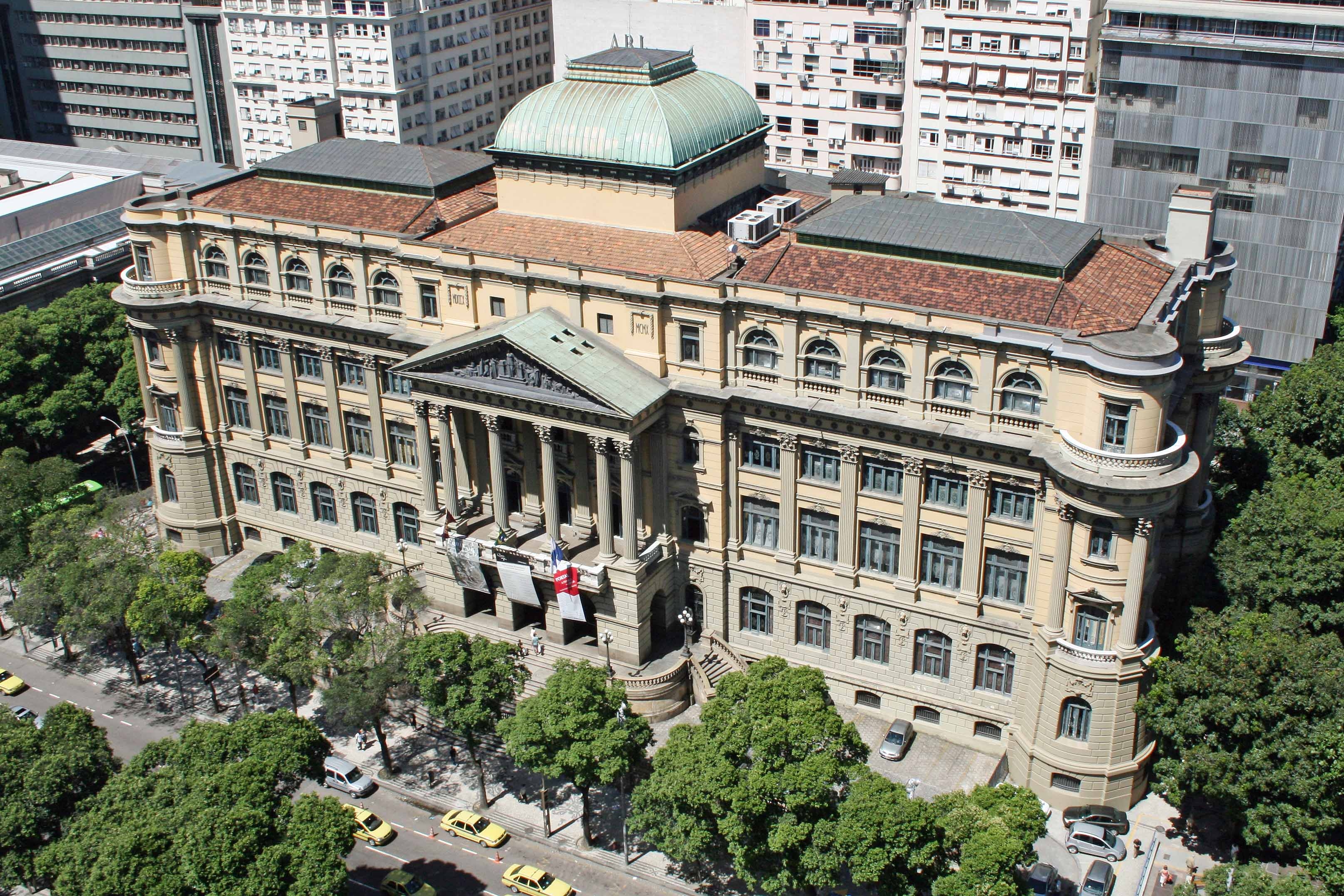
Biblioteca nacional del Brasil.